# سانتياغو ألميدا
سانتياغو ألميدا (بالإنجليزية: Santiago Almeida)‏ هو فنان أمريكي، ولد في 25 يوليو 1911 في سكيدمور في الولايات المتحدة، وتوفي في 8 يوليو 1999 في سانيسايد في الولايات المتحدة.

## وصلات خارجية
- سانتياغو ألميدا على موقع ميوزك برينز (الإنجليزية)